# Rumun Ndur
Rumun Ndur (* 7. Juli 1975 in Zaria) ist ein ehemaliger kanadisch-nigerianischer Eishockeyspieler, der im Verlauf seiner aktiven Karriere zwischen 1992 und 2010 unter anderem über 300 Spiele in der American Hockey League (AHL) auf der Position des Verteidigers bestritten hat. Darüber hinaus absolvierte Ndur, der den Spielertyp des Enforcers verkörperte, weitere 69 Partien für die Buffalo Sabres, New York Rangers und Atlanta Thrashers in der National Hockey League (NHL).

## Karriere
Rumun Ndur, der in Nigeria geboren wurde, wuchs im kanadischen Sarnia auf. Seine Karriere begann er zunächst in den Juniorenteams rund um seine Heimatstadt. In der Saison 1992/93 wechselte er in die kanadische Juniorenliga Ontario Hockey League (OHL) zu den Guelph Storm, wo er drei Spielzeiten verbrachte. In 146 Spielen erzielte der Verteidiger 17 Tore und 57 Assists für insgesamt 74 Scorerpunkte, zudem verbrachte er 393 Minuten auf der Strafbank. Vor seiner letzten OHL-Saison war der Nigerianer von den Buffalo Sabres aus der National Hockey League (NHL) in der dritten Runde des NHL Entry Draft 1994 an 69. Position ausgewählt worden, womit er der erste Nigerianer war, dem dies gelang.
In der Saison 1995/96 wechselte der Abwehrspieler zu den Rochester Americans, dem Farmteam Buffalos aus der American Hockey League (AHL). Bereits in seiner zweiten Spielzeiten dort hatte er die Verantwortlichen so beeindruckt, dass er noch während der Saison 1996/97 seine ersten zwei Spiele in der NHL bestritt, womit er der erste Spieler seines Landes wurde, der in der NHL auflief. Auch in der folgenden Spielzeit lief er einmal für die Sabres auf, doch durch deren Überangebot an guten Abwehrspielern setzten sie Ndur im Dezember 1998 auf die Waiver-Liste. Von dort übernahmen die New York Rangers seine Rechte und setzten ihn in 31 Spielen der Saison 1998/99 ein. Dabei gelangen ihm seine ersten vier Punkte, darunter ein Tor. Nach nur einem Jahr bei den Rangers verpflichteten ihn die neu gegründeten Atlanta Thrashers im Dezember 1999 von der Waiver-Liste und er spielte in insgesamt 27 Partien für das Team. Dies sollten zugleich seine letzten NHL-Spiele gewesen sein. Ndur begann die Saison 2000/01 bei den Orlando Solar Bears in der International Hockey League (IHL) und beendete sie bei den Norfolk Admirals in der AHL.
Im Sommer 2001 unterschrieb er als Free Agent einen Vertrag bei den Chicago Blackhawks. Nachdem diese ihn weiterhin in der AHL bei den Norfolk Admirals eingesetzt hatten, zog es den Nigerianer nach Europa, wo er in der Saison 2002/03 für die Graz 99ers in der Österreichischen Bundesliga spielte. Die Saison 2003/04 verbrachte er bei den Columbus Cottonmouths in der ECHL. Anschließend spielte er eineinhalb Jahre lang in der United Hockey League (UHL) für die Danbury Trashers und Kalamazoo Wings, ehe er die Saison 2005/06 beim HK Jesenice in der slowenischen Eishockeyliga beendete. Mit Jesenice wurde er auf Anhieb Slowenischer Meister. Auch in den folgenden beiden Jahren blieb er in Europa und spielte für die Coventry Blaze in der britischen Elite Ice Hockey League (EIHL). Mit Coventry gewann er 2007 den Meistertitel der EIHL sowie den EIHL Challenge Cup. Zur Saison 2008/09 wechselte er innerhalb der EIHL zu den Nottingham Panthers, für die er in 33 Spielen zwei Tore erzielte und vier Vorlagen gab. Zuletzt stand er in der Saison 2009/10 bei den Muskegon Lumberjacks in der 2007 neu gegründeten International Hockey League (IHL) unter Vertrag. Nach der Spielzeit wurden Liga und Mannschaft aufgelöst, woraufhin der 35-Jährige ohne Verein blieb und seine Karriere danach nicht mehr fortsetzte.

## Erfolge und Auszeichnungen
- 1996 Calder-Cup-Gewinn mit den Rochester Americans
- 2006 Slowenischer Meister mit dem HK Jesenice
- 2007 EIHL-Challenge-Cup-Gewinn mit den Coventry Blaze
- 2007 Britischer Meister mit den Coventry Blaze

## Karrierestatistik
(Legende zur Spielerstatistik: Sp oder GP = absolvierte Spiele; T oder G = erzielte Tore; V oder A = erzielte Assists; Pkt oder Pts = erzielte Scorerpunkte; SM oder PIM = erhaltene Strafminuten; +/− = Plus/Minus-Bilanz; PP = erzielte Überzahltore; SH = erzielte Unterzahltore; GW = erzielte Siegtore; 1 Play-downs/Relegation; Kursiv: Statistik nicht vollständig)